# الدوري الألماني لكرة السلة 2006–07
الدوري الألماني لكرة السلة 2006–07 (بالألمانية: Basketball-Bundesliga 2006/07)‏ هو موسم من الدوري الألماني لكرة السلة. أقيم خلال الفترة 1 أكتوبر 2006 وحتى 26 يونيو 2007، وبمشاركة  18 فريقاً، وفاز فيه بروس باسكتس.